# Haut Comité des négociations
Le Haut Comité des négociations (HCN) est une structure de l'opposition syrienne formée le 10 décembre 2015, lors de la guerre civile syrienne.

## Organisation
Le Haut Comité des négociations est formé le 10 décembre 2015 à Riyad, en Arabie saoudite, au terme d'une réunion ayant rassemblée plus d'une centaine de membres de l'opposition syrienne. Composé de 33 membres, il prend part aux négociations de Genève, menées sous l'égide des Nations unies.
Riad Hijab prend la direction du HCN le 17 décembre 2015. Mohamed Allouche, chef du bureau politique de Jaych al-Islam et cousin de Zahran Allouche, est quant à lui désigné comme négociateur en chef,,. Il démissionne le 29 mai 2016, mais dirige la délégation de l'opposition lors des pourparlers d'Astana, en janvier 2017.
En février et mars 2017, le Haut Comité des négociations participe à la quatrième session de pourparlers des Genève ; sa délégation est présidée par Nasser al-Hariri, accompagné de Mohammad Sabra, successeur de Mohamed Allouche comme négociateur en chef. Les négociations s'achèvent cependant sans grande avancée,,,. 
Le 20 novembre 2017, Riad Hijab démissionne de la présidence du HCN et le 24 novembre 2017, un Comité de négociation est formé pour remplacer le Haut Comité des négociations.